# ISUスピードスケート・ワールドカップ
ISUスピードスケート・ワールドカップ（ISU World Cup Speed Skating）は、国際スケート連盟（ISU）が主催するスピードスケートの大会の総称である。毎年9-12月から翌年3月にかけて、世界各国を転戦する。各々のレースは単独大会として行われ、なおかつ各距離各レースの順位点（W杯ポイント）の合計をもって、各距離ごとにシーズン総合チャンピオンが決められる。2013-14シーズンまではエッセントがタイトルスポンサーであった。
1000mまでの短距離大会と、1500m以上の中長距離大会に大きくカテゴリー分けされ、基本的に2系統で運営されているが、例年、両カテゴリーの競技を実施する全距離大会も開かれている。
このワールドカップの年間最終順位が、オリンピックや世界距離別選手権の出場権獲得の最重要要素となる。

## 歴史
1985/86シーズンから開催。2003/04シーズンから6シーズンにわたり100mも実施されていた。2005/06シーズンから団体パシュートが実施種目となった。

## 実施種目
- 男子（短距離）500m・1000m（中長距離）1500m・5000m/10000m・チームパシュート・マススタート・チームスプリント
- 女子（短距離）500m・1000m（中長距離）1500m・3000m/5000m・チームパシュート・マススタート・チームスプリント英語

ただし、すべての大会で全種目が行われるわけではない。また、W杯ポイントの計算上、男子5000mと10000m、女子3000mと5000mは、それぞれ合算される。
さらに、参加選手数によってはクラス分けがなされ（ディビジョンA・B）、成績によって大会やレースごとに昇格および降格がある。その際、W杯優勝は、あくまでディビジョンAでの第1位選手を指す。

## 歴代優勝記録
個人種目のみ、2015/2016シーズン終了時点(太字は現役選手)

### 男子
| 順位 | 選手                         | シーズン  | 合計 | 100m | 500m | 1000m | 1500m | 5000m | 10000m | Mass start |
| ---- | ---------------------------- | --------- | ---- | ---- | ---- | ----- | ----- | ----- | ------ | ---------- |
| 1    | ジェレミー・ウォザースプーン | 1997-2008 | 67   |      | 49   | 18    |       |       |        |            |
| 2    | シャニー・デービス           | 2005-2014 | 58   |      | 40   | 18    |       |       |        |            |
| 3    | ウーベ＝イエンス・マイ       | 1985-1992 | 48   |      |      | 36    | 12    |       |        |            |
| 4    | ダン・ジャンセン             | 1985-1994 | 46   |      | 32   | 14    |       |       |        |            |
| 5    | スベン・クラマー             | 2005-2016 | 36   |      |      |       | 2     | 30    | 4      |            |
| 6    | 清水宏保                     | 1993-2004 | 35   | 1    | 34   |       |       |       |        |            |
| 7    | / イーゴリ・ゼレゾフスキー   | 1985-1993 | 30   |      | 4    | 24    | 2     |       |        |            |
| 7    | オドネ・センデロール         | 1990-2002 | 30   |      | 1    | 11    | 18    |       |        |            |
| 9    | リンチェ・リツマ             | 1991-2000 | 29   |      |      |       | 11    | 17    | 1      |            |
| 10   | エルベン・ベンネマルス       | 2000-2007 | 25   |      | 3    | 15    | 7     |       |        |            |

### 女子
| 順位 | 選手                               | シーズン  | 合計 | 100m | 500m | 1000m | 1500m | 3000m | 5000m | Mass start |
| ---- | ---------------------------------- | --------- | ---- | ---- | ---- | ----- | ----- | ----- | ----- | ---------- |
| 1    | / グンダ・ニーマン                 | 1988-2001 | 98   |      |      | 2     | 39    | 42    | 15    |            |
| 2    | ボニー・ブレア                     | 1986-1995 | 69   |      | 39   | 27    | 3     |       |       |            |
| 3    | ジェニー・ウォルフ                 | 2004-2013 | 61   | 12   | 49   |       |       |       |       |            |
| 4    | アンニ・フリージンガー             | 1999-2009 | 56   |      |      | 19    | 26    | 10    | 1     |            |
| 5    | マルチナ・サブリコワ               | 2007-2016 | 42   |      |      |       | 1     | 27    | 12    | 2          |
| 6    | 李相花                             | 2006-2015 | 37   | 1    | 36   |       |       |       |       |            |
| 7    | モニク・ガルブレヒト・エンフェルト | 1990-2004 | 36   |      | 17   | 19    |       |       |       |            |
| 8    | カトリオナ・ルメイ・ドーン         | 1997-2003 | 34   | 1    | 27   | 6     |       |       |       |            |
| 9    | クリスティン・ネスビット           | 2007-2013 | 32   |      |      | 19    | 13    |       |       |            |
| 10   | クラウディア・ペヒシュタイン       | 1995-2014 | 28   |      |      |       | 6     | 14    | 6     | 2          |

## 放送について
全世界ではEBU提供のEurovisionSports.tvで一部地域制限の国を除いてネット中継されている。
日本大会についてはNHKで録画放映されている。